# 마르친 카민스키
마르친 카민스키(폴란드어: Marcin Kamiński, 1992년 1월 15일 ~ )는 폴란드의 축구 선수이다.